# Ceramo
Nella mitologia greca,  Ceramo  o Ceramico era il nome di uno degli eroi del tempo antico, figlio di  Dioniso e di Arianna, ai tempi in cui la ragazza fu abbandonata da Teseo. Il suo nome significa: “essere vasaio” 

## Il mito
Ceramo divenne famoso per due motivi:
- Riuscì a dare il suo nome ad uno dei sobborghi della città di Atene
- Fu lui il primo a creare il mestiere dei vasai, (dal suo nome vengono chiamati i ceramisti)

### Fonti
- Pausania libro I,3,1

### Moderna
- Luisa Biondetti, Dizionario di mitologia classica, Milano, Baldini&Castoldi, 1997, ISBN 978-88-8089-300-4.
- Pierre Grimal, Enciclopedia della mitologia 2ª edizione, Brescia, Garzanti, 2005, ISBN 88-11-50482-1. Traduzione di Pier Antonio Borgheggiani